# おくりびとのお葬式
おくりびとのお葬式は、ディパーチャーズ・ジャパン株式会社が運営する葬祭ブランドである。

## 概要
おくりびとのお葬式は「より良いお別れでより良い社会を」をブランド理念とし、2015年にディパーチャーズ・ジャパン株式会社によって開始された葬祭ブランドである。
2015年11月に東京・神奈川・千葉・埼玉での葬祭事業を開始している。
現在は関東・北海道・東海地方を中心に11店舗を持つ。

## 開業経緯
父の影響で納棺師をはじめていた代表の木村が映画おくりびとをきっかけに父と共にアジアの国々へ納棺の技術指導を行なった。
その際に日本の葬儀の素晴らしさを感じその文化を広げたいと思い『おくりびとのお葬式』と『おくりびとアカデミー』を開設する。
また、木村が下請け業者の納棺師として働いている際に「もっと腰を据えて葬儀に取り組みたいと思うようになった」という想いから納棺師が全てを担当する葬儀を作るという発想に至ったという発言もしている。

## 沿革
- 2015年10月-ディパーチャーズ・ジャパン株式会社設立[3]
- 2015年11月-「おくりびとのお葬式　東京本社」東京・神奈川・千葉・埼玉での葬祭事業を開始
- 2015年12月-専用葬祭ホール第1号店「おくりびとのお葬式　東伊場」静岡県浜松市にオープン
- 2016年5月-「おくりびとのお葬式　豊平」北海道札幌市にオープン[4]

## 特徴
- 納棺師が全てを担当する  おくりびとのお葬式では通常納棺しか行わない事前相談からアフターフォローまで全てを納棺師が担当する。  これにより、遺体の処置を適切に施すことができ、生前とかわあらぬ姿で故人を送ることができる。
- 映画おくりびとにも活かされた納棺の技術を用いた葬儀を行う  映画おくりびとで本木雅弘が演じた納棺師が行っていた納棺をほぼ全ての葬儀で行う。
- 担当スタッフ全員が納棺士の資格を持つ  現場で担当する全てのスタッフが一般社団法人日本納棺士技能協会が発行する納棺士の資格を持つ。これにより葬儀の質の高さが保証されている。

## 店舗
おくりびとのお葬式は関東・北海道・東海地方に展開している。
現在は東京本社を含めると以下の10店舗を展開している。
- おくりびとのお葬式　東京本社
- おくりびとのお葬式　豊平
- おくりびとのお葬式　稲城駅前サロン
- おくりびとのお葬式　大谷地
- おくりびとのお葬式　函館南
- おくりびとのお葬式　北郷
- おくりびとのお葬式　七重浜
- おくりびとのお葬式　手稲
- おくりびとのお葬式　相模原中央
- おくりびとのお葬式　春日井

## メディア出演
- 2013年5月 - ノンストップ！（フジテレビ）
- 2013年9月 - AERA アエラ（雑誌）
- 2013年9月 - Yogini（雑誌）
- 2013年10月 - TruNatt（雑誌）
- 2013年11月 - 経済界（雑誌）金卵発掘プロジェクト 審査員特別賞
- 2013年12月 - ビジネスチャンス（雑誌）
- 2014年2月 - Emerson エマーソン（雑誌）
- 2014年2月 - ザテレビジョン（雑誌）
- 2014年4月 - 月刊住職（雑誌）
- 2014年6月 - 経済界（雑誌）
- 2014年7月 - 経済界（雑誌）
- 2014年7月 - GENROQ ゲンロク（雑誌）
- 2014年8月 - 経済界（雑誌）
- 2014年9月 - 読売新聞（新聞）
- 2014年11月 - 日経産業新聞
- 2015年1月 - エルダリープレス（雑誌）
- 2015年10月 - おはよう21（雑誌）
- 2015年10月 - 北海道新聞・神奈川新聞・河北新聞・静岡新聞（夕刊）・山陽新聞・宮崎日日新聞
- 2015年12月 - エルダリープレス（雑誌）
- 2016年2月 - ケアライフトゥデイ（雑誌）
- 2017年1月 - 北海道新聞
- 2017年3月 - アンフィニ（雑誌）
- 2017年3月 - Yahoo!ニュース「人間の最後の尊厳を守る―― 「おくりびと」2世の眼差し」[5]
- 2017年8月 - 今日ドキッ！（HBC）
- 2017年8月 - どさんこワイド（STV）
- 2018年4月 - 人生が変わる1分間のイイ話（日本テレビ）
- 2019年5月 - プロフェッショナル仕事の流儀（NHK）
- 2019年11月 - 直撃LIVE グッディ!（フジテレビ）
- 2019年12月 - 北海道応援バラエティ！ガンキタ
- 2020年12月 - AERA はたらく夫婦カンケイ「一期一会」朝日新聞
- 2021年1月 - 「一期一会」朝日新聞
- 2021年1月 - 「それぞれの最終楽章」朝日新聞